# 붉은숲쥐
붉은숲쥐 또는 내륙생쥐(Nesomys rufus)는 붉은숲쥐과에 속하는 설치류의 일종이다. 마다가스카르섬의 토착종이다.

## 특징
꼬리 길이 139~180mm를 제외한 몸길이가 163~198mm인 보통 크기의 설치류로 발 길이는 43~52mm, 귀 길이는 25~29mm이다. 몸무게는 최대 205g이다.

## 분포 및 서식지
마다가스카르섬 중부와 동부, 북동부 지역의 마논가리보 보전 지구와 차라타나나 사이 그리고 안다파 분지 주위 산악 지대부터 섬 남쪽 안도하헬라 국립공원까지의 산악 지대에 널리 분포한다. 해발 750m와 2,300m 사이의 동부 열대우림에서 서식한다.